# Рафаель Надаль
Рафае́ль Нада́ль (ісп. Rafael Nadal Parera; 3 червня 1986, Майорка) — іспанський тенісист-професіонал, перша ракетка світу, з перервами, від 18 серпня 2008 року, переможець 22 турнірів Великого шлема, володар кар'єрного Великого шлема, дворазовий олімпійський чемпіон, багаторазовий переможець турнірів серії Тур ATP Мастерс 1000.
Надаль 14 разів виграв Ролан-Гаррос, 2 — Вімблдон, 2 — Відкритий чемпіонат Австралії та 4 — Відкритий чемпіонат США. Золоту олімпійську медаль та звання олімпійського чемпіона він виборов на Олімпіаді 2008 року, що проходила в Пекіні. Другу золоту олімпійську медаль Надаль отримав на Олімпіаді в Ріо-де-Жанейро, цього разу в парній грі разом із Марком Лопесом.
Рафаель Надаль унікальний тим, що він від природи правша, але грає в теніс лівою рукою. До цього його спонукав дядько та незмінний тренер Тоні Надаль, коли Рафаелю було 12 років, з метою використати перевагу, яку має шульга в грі з праворуким тенісистом.
Надаль п'ять разів завершував рік першою ракеткою світу (2008, 2010, 2013, 2017, 2019). За свою кар'єру тенісист отримав велику кількість різноманітних нагород та почестей, зокрема нагороду «Найкращий спортсмен 2010 року».

## Біографія
Рафаель «Рафа» Надаль народився 3 червня 1986 року на острові Майорка, в муніципалітеті Манакор (Іспанія). Він племінник Мігеля Анхеля Надаля, колишнього гравця футбольних клубів «Барселона» та «Мальорка».
З дитинства Рафаель грав у різні види спорту (футбол, баскетбол тощо). В теніс він почав грати з 4 років і саме в цьому виді спорту проявив найбільший талант, майстерність, клас і техніку. Його перші офіційні змагання відбувалися на Балеарських островах, до складу яких входить острів Мальорка. До 8 років він виграв багато турнірів у своїй віковій категорії.

### Початок кар'єри
Услід за національними до Надаля прийшли міжнародні успіхи. У 2002 році, граючи в юніорському турнірі на Вімблдоні, він пробився до півфіналу. Причому на цьому турнірі він перемагав суперників, на два роки старших за нього.
Досягнув другого місця в рейтингу 25 липня 2005 року в 19-річному віці і цим повторив досягнення Бориса Беккера, який також посідав друге місце в такому юному віці.
Надалю належить рекорд за кількістю виграних поспіль матчів на одному покритті — з 8 квітня 2005 по 20 травня 2007 року він одержав 81 перемогу. Переможна серія була перервана Роджером Федерером який отримав перемогу у фіналі турніру серії мастерс у Гамбурзі з рахунком 2-6 6-2 6-0. Попередній рекорд був встановлений аргентинським тенісистом Гільєрмо Віласом — 53 перемоги. Рекорд Віласа протримався 29 років із 1977 і вважався практично недосяжним.

### 2011: шостий Ролан-Гаррос
На Відкритий чемпіонат Австралії 2011 року Рафаель Надаль приїхав чемпіоном трьох інших турнірів Великого шлема із перспективою стати володарем усіх чотирьох престижних титулів поспіль. Однак, травма завадила йому здійснити це досягнення. Він програв у чвертьфіналі співвітчизнику Давиду Ферреру у трьох сетах.
Восени 2024 року Надаль оголосив про завершення професіональної кар'єри, провівши у професійному спорті понад 20 років.

## Статистика

### Історія виступів на турнірах Великого шолома
| Турнір          | 2003 | 2004 | 2005 | 2006 | 2007 | 2008 | 2009 | 2010 | 2011 | 2012 | 2013 | 2014 | 2015 | 2016 | 2017 | 2018 | 2019 | 2020 | 2021 | 2022 | Усп     | В–П    | %  |
| --------------- | ---- | ---- | ---- | ---- | ---- | ---- | ---- | ---- | ---- | ---- | ---- | ---- | ---- | ---- | ---- | ---- | ---- | ---- | ---- | ---- | ------- | ------ | -- |
| Australian Open | A    | 3к   | 4к   | A    | ЧФ   | ПФ   | П    | ЧФ   | ЧФ   | Ф    | A    | Ф    | ЧФ   | 1к   | Ф    | ЧФ   | Ф    | ЧФ   | ЧФ   | П    | 2 / 17  | 76–15  | 84 |
| French Open     | A    | A    | П    | П    | П    | П    | 4к   | П    | П    | П    | П    | П    | ЧФ   | 3к   | П    | П    | П    | П    | ПФ   | П    | 14 / 17 | 112-3  | 97 |
| Wimbledon       | 3к   | A    | 2к   | Ф    | Ф    | П    | A    | П    | Ф    | 2к   | 1к   | 4к   | 2к   | A    | 4к   | ПФ   | ПФ   | Н/Д  | A    |      | 2 / 14  | 53–12  | 82 |
| US Open         | 2к   | 2к   | 3к   | ЧФ   | 4к   | ПФ   | ПФ   | П    | Ф    | A    | П    | A    | 3к   | 4к   | П    | ПФ   | П    | A    | A    |      | 4 / 15  | 65–11  | 85 |
| В–П             | 3–2  | 3–2  | 13–3 | 17–2 | 20–3 | 24–2 | 15–2 | 25–1 | 23–3 | 14–2 | 14–1 | 16–2 | 11–4 | 5–2  | 23–2 | 21–3 | 24-2 | 11-1 | 9-2  | 14-0 | 22 / 64 | 305–41 | 88 |

*Надаль знявся з Відкритого чемпіонату Франції 2016 року після двох виграних матчів через травму зап'ястя.

### Фінали турнірів Великого шолома

#### Перемоги (22)
| Рік  | Турнір             | Суперник           | Рахунок                      |
| 2005 | Roland Garros      | Маріано Пуерта     | 6-76, 6-3, 6-1, 7-5          |
| 2006 | Roland Garros (2)  | Роджер Федерер     | 1-6, 6-1, 6-4, 7-64          |
| 2007 | Roland Garros(3)   | Роджер Федерер     | 6-3, 4-6, 6-3, 6-4           |
| 2008 | Roland Garros (4)  | Роджер Федерер     | 6-1, 6-3, 6-0                |
| 2008 | Wimbledon          | Роджер Федерер     | 6-4, 6-4, 6-75, 6-78, 9-7    |
| 2009 | Australian Open    | Роджер Федерер     | 7-5, 3-6, 7-6³, 3-6, 6-2,    |
| 2010 | Roland Garros (5)  | Робін Содерлінг    | 6-4, 6-2, 6-4                |
| 2010 | Wimbledon (2)      | Томаш Бердих       | 6-3, 7-5, 6-4                |
| 2010 | US Open            | Новак Джокович     | 6-4, 5-7, 6-4, 6-2           |
| 2011 | Roland Garros (6)  | Роджер Федерер     | 7-5, 7-6³, 5-7, 6-1,         |
| 2012 | Roland Garros (7)  | Новак Джокович     | 6-4, 6-3, 2-6, 7-5           |
| 2013 | Roland Garros(8)   | Давід Феррер       | 6-3, 6-2, 6-3                |
| 2013 | US Open (2)        | Новак Джокович     | 6-2, 3-6, 6-4, 6-1           |
| 2014 | Roland Garros(9)   | Новак Джокович     | 3-6, 7-5, 6-2, 6-4           |
| 2017 | Roland Garros(10)  | Станіслас Вавринка | 6–2, 6–3, 6–1                |
| 2017 | US Open (3)        | Кевін Андерсон     | 6–3, 6–3, 6–4                |
| 2018 | Roland Garros(11)  | Домінік Тім        | 6–4, 6–3, 6–2                |
| 2019 | Roland Garros(12)  | Домінік Тім        | 6–3, 5–7, 6–1, 6–1           |
| 2019 | US Open(4)         | Данило Медведєв    | 7–5, 6–3, 5–7, 4–6, 6–4      |
| 2020 | Roland Garros(13)  | Новак Джокович     | 6-0, 6-2, 7-5                |
| 2022 | Australian Open(2) | Данило Медведєв    | 2–6, 6–7(5–7), 6–4, 6–4, 7–5 |
| 2022 | Roland Garros((14) | Каспер Рууд        | 6-3, 6-3, 6-0                |

#### Поразки (8)
| Рік  | Турнір              | Суперник           | Рахунок                   |
| 2006 | Wimbledon           | Роджер Федерер     | 0-6, 6-75, 7-62, 3-6      |
| 2007 | Wimbledon (2)       | Роджер Федерер     | 6-77, 6-4, 6-72, 6-2, 2-6 |
| 2011 | Wimbledon (3)       | Новак Джокович     | 4-6, 1-6, 6-1, 3-6        |
| 2011 | US Open             | Новак Джокович     | 2-6, 4-6, 7-63, 1-6       |
| 2012 | Australian Open     | Новак Джокович     | 7-5, 4-6, 2-6, 7-65, 5-7  |
| 2014 | Australian Open (2) | Станіслас Вавринка | 3-6, 2-6, 6-3, 3-6,       |
| 2017 | Australian Open (3) | Роджер Федерер     | 4–6, 6–3, 1–6, 6–3, 3–6   |
| 2019 | Australian Open (4) | Новак Джокович     | 3–6, 2–6, 3–6             |

## Фінали турнірів ATP

### Одиночний розряд: 131 (92 титули, 39 поразок)
| Легенда                                       |
| --------------------------------------------- |
| Турніри Великого шлему (22–8)                 |
| Теніс на Олімпійських іграх (1–0)             |
| Фінал ATP (Tennis Masters Cup) (0–2)          |
| Тур ATP Мастерс 1000 (Masters Series) (36–17) |
| Тур ATP 500 (International Gold) (23–6)       |
| Тур ATP 250 (International) (10–6)            |

| Фінали за покриттям |
| ------------------- |
| Тверде (25–27)      |
| Ґрунт (63–9)        |
| Трава (4–3)         |

| Фінали за умовами |
| ----------------- |
| Під небом (90–34) |
| У залі (2–5)      |

(*) турніри без втрати сета.

(**) турніри, на яких Надаль здобув титул оборонивши принаймі один метч-бол.
| Результат | В-П   | Дата     | Турнір                                            | Tier          | Покриття   | Опонент                        | Рахунок                                |
| --------- | ----- | -------- | ------------------------------------------------- | ------------- | ---------- | ------------------------------ | -------------------------------------- |
| Поразка   | 0–1   | Січ 2004 | ATP Auckland Open, Нова Зеландія                  | International | Тверде     | Домінік Хрбати                 | 6–4, 2–6, 5–7                          |
| Перемога  | 1–1   | Сер 2004 | Orange Warsaw Open, Польща*                       | International | Ґрунт      | Хосе Акасусо                   | 6–3, 6–4                               |
| Перемога  | 2–1   | Лют 2005 | Brasil Open, Бразилія                             | International | Ґрунт      | Альберто Мартін                | 6–0, 6–7(2–7), 6–1                     |
| Перемога  | 3–1   | Лют 2005 | Abierto Mexicano TELCEL, Мексика*                 | Intl. Gold    | Ґрунт      | Альберт Монтаньєс              | 6–1, 6–0                               |
| Поразка   | 3–2   | Кві 2005 | Відкритий чемпіонат Маямі з тенісу, США           | Masters       | Тверде     | Роджер Федерер                 | 6–2, 7–6(7–4), 6–7(5–7), 3–6, 1–6      |
| Перемога  | 4–2   | Кві 2005 | Мастерс Монте-Карло, Монако                       | Masters       | Ґрунт      | Гільєрмо Кор'я                 | 6–3, 6–1, 0–6, 7–5                     |
| Перемога  | 5–2   | Кві 2005 | Відкритий чемпіонат Барселони з тенісу, Іспанія*  | Intl. Gold    | Ґрунт      | Хуан Карлос Ферреро            | 6–1, 7–6(7–4), 6–3                     |
| Перемога  | 6–2   | Тра 2005 | Мастерс Рим, Італія                               | Masters       | Ґрунт      | Гільєрмо Кор'я                 | 6–4, 3–6, 6–3, 4–6, 7–6(8–6)           |
| Перемога  | 7–2   | Чер 2005 | Відкритий чемпіонат Франції з тенісу, Франція     | Grand Slam    | Ґрунт      | Маріано Пуерта                 | 6–7(6–8), 6–3, 6–1, 7–5                |
| Перемога  | 8–2   | Лип 2005 | Swedish Open, Швеція                              | International | Ґрунт      | Томаш Бердих                   | 2–6, 6–2, 6–4                          |
| Перемога  | 9–2   | Лип 2005 | Stuttgart Open, Німеччина*                        | Intl. Gold    | Ґрунт      | Гастон Гаудіо                  | 6–3, 6–3, 6–4                          |
| Перемога  | 10–2  | Сер 2005 | Мастерс Канада, Канада                            | Masters       | Тверде     | Андре Агассі                   | 6–3, 4–6, 6–2                          |
| Перемога  | 11–2  | Вер 2005 | China Open, КНР                                   | International | Тверде     | Гільєрмо Кор'я                 | 5–7, 6–1, 6–2                          |
| Перемога  | 12–2  | Жов 2005 | Мастерс Мадрид, Іспанія                           | Masters       | Тверде (i) | Іван Любичич                   | 3–6, 2–6, 6–3, 6–4, 7–6(7–3)           |
| Перемога  | 13–2  | Бер 2006 | Dubai Tennis Championships, UAE                   | Intl. Gold    | Тверде     | Роджер Федерер                 | 2–6, 6–4, 6–4                          |
| Перемога  | 14–2  | Кві 2006 | Monte-Carlo Masters, Монако (2)                   | Masters       | Ґрунт      | Роджер Федерер                 | 6–2, 6–7(2–7), 6–3, 7–6(7–5)           |
| Перемога  | 15–2  | Кві 2006 | Barcelona Open, Іспанія (2)                       | Intl. Gold    | Ґрунт      | Томмі Робредо                  | 6–4, 6–4, 6–0                          |
| Перемога  | 16–2  | Тра 2006 | Italian Open, Італія** (2)                        | Masters       | Ґрунт      | Роджер Федерер                 | 6–7(0–7), 7–6(7–5), 6–4, 2–6, 7–6(7–5) |
| Перемога  | 17–2  | Чер 2006 | French Open, Франція (2)                          | Grand Slam    | Ґрунт      | Роджер Федерер                 | 1–6, 6–1, 6–4, 7–6(7–4)                |
| Поразка   | 17–3  | Лип 2006 | Вімблдонський турнір, Велика Британія             | Grand Slam    | Трава      | Роджер Федерер                 | 0–6, 6–7(5–7), 7–6(7–2), 3–6           |
| Перемога  | 18–3  | Бер 2007 | Indian Wells Open, США*                           | Masters       | Тверде     | Новак Джокович                 | 6–2, 7–5                               |
| Перемога  | 19–3  | Кві 2007 | Monte-Carlo Masters, Монако* (3)                  | Masters       | Ґрунт      | Роджер Федерер                 | 6–4, 6–4                               |
| Перемога  | 20–3  | Кві 2007 | Barcelona Open, Іспанія* (3)                      | Intl. Gold    | Ґрунт      | Гільєрмо Каньяс                | 6–3, 6–4                               |
| Перемога  | 21–3  | Тра 2007 | Italian Open, Італія (3)                          | Masters       | Ґрунт      | Фернандо Гонсалес              | 6–2, 6–2                               |
| Поразка   | 21–4  | Тра 2007 | Hamburg European Open, Німеччина                  | Masters       | Ґрунт      | Роджер Федерер                 | 6–2, 2–6, 0–6                          |
| Перемога  | 22–4  | Чер 2007 | French Open, Франція (3)                          | Grand Slam    | Ґрунт      | Роджер Федерер                 | 6–3, 4–6, 6–3, 6–4                     |
| Поразка   | 22–5  | Лип 2007 | Wimbledon, Велика Британія                        | Grand Slam    | Трава      | Роджер Федерер                 | 6–7(7–9), 6–4, 6–7(3–7), 6–2, 2–6      |
| Перемога  | 23–5  | Лип 2007 | Stuttgart Open, Німеччина* (2)                    | Intl. Gold    | Ґрунт      | Стен Вавринка                  | 6–4, 7–5                               |
| Поразка   | 23–6  | Лис 2007 | Мастерс Париж, Франція                            | Masters       | Тверде (i) | Давід Налбандян                | 4–6, 0–6                               |
| Поразка   | 23–7  | Січ 2008 | Maharashtra Open, Індія                           | International | Тверде     | Михайло Южний                  | 0–6, 1–6                               |
| Поразка   | 23–8  | Кві 2008 | Miami Open, США                                   | Masters       | Тверде     | Микола Давиденко               | 4–6, 2–6                               |
| Перемога  | 24–8  | Кві 2008 | Monte-Carlo Masters, Монако* (4)                  | Masters       | Ґрунт      | Роджер Федерер                 | 7–5, 7–5                               |
| Перемога  | 25–8  | Тра 2008 | Barcelona Open, Іспанія (4)                       | Intl. Gold    | Ґрунт      | Давид Феррер                   | 6–1, 4–6, 6–1                          |
| Перемога  | 26–8  | Тра 2008 | German Open, Німеччина                            | Masters       | Ґрунт      | Роджер Федерер                 | 7–5, 6–7(3–7), 6–3                     |
| Перемога  | 27–8  | Чер 2008 | French Open, Франція* (4)                         | Grand Slam    | Ґрунт      | Роджер Федерер                 | 6–1, 6–3, 6–0                          |
| Перемога  | 28–8  | Чер 2008 | Queen's Club Championships, UK                    | International | Трава      | Новак Джокович                 | 7–6(8–6), 7–5                          |
| Перемога  | 29–8  | Лип 2008 | Wimbledon, Велика Британія                        | Grand Slam    | Трава      | Роджер Федерер                 | 6–4, 6–4, 6–7(5–7), 6–7(8–10), 9–7     |
| Перемога  | 30–8  | Лип 2008 | Canadian Open, Канада (2)                         | Masters       | Тверде     | Ніколас Кіфер                  | 6–3, 6–2                               |
| Перемога  | 31–8  | Сер 2008 | Теніс на Олімпійських іграх, КНР                  | Olympics      | Тверде     | Фернандо Гонсалес              | 6–3, 7–6(7–2), 6–3                     |
| Перемога  | 32–8  | Лют 2009 | Відкритий чемпіонат Австралії з тенісу, Австралія | Grand Slam    | Тверде     | Роджер Федерер                 | 7–5, 3–6, 7–6(7–3), 3–6, 6–2           |
| Поразка   | 32–9  | Лют 2009 | Rotterdam Open, Нідерланди                        | 500 Series    | Тверде (i) | Енді Маррей                    | 3–6, 6–4, 0–6                          |
| Перемога  | 33–9  | Бер 2009 | Indian Wells Open, США** (2)                      | Masters 1000  | Тверде     | Енді Маррей                    | 6–1, 6–2                               |
| Перемога  | 34–9  | Кві 2009 | Monte-Carlo Masters, Монако (5)                   | Masters 1000  | Ґрунт      | Новак Джокович                 | 6–3, 2–6, 6–1                          |
| Перемога  | 35–9  | Кві 2009 | Barcelona Open, Іспанія* (5)                      | 500 Series    | Ґрунт      | Давид Феррер                   | 6–2, 7–5                               |
| Перемога  | 36–9  | Тра 2009 | Italian Open, Італія* (4)                         | Masters 1000  | Ґрунт      | Новак Джокович                 | 7–6(7–2), 6–2                          |
| Поразка   | 36–10 | Тра 2009 | Madrid Open, Іспанія                              | Masters 1000  | Ґрунт      | Роджер Федерер                 | 4–6, 4–6                               |
| Поразка   | 36–11 | Жов 2009 | Мастерс Шанхай, КНР                               | Masters 1000  | Тверде     | Давиденко Микола Володимирович | 6–7(3–7), 3–6                          |
| Поразка   | 36–12 | Січ 2010 | Qatar ExxonMobil Open, Катар                      | 250 Series    | Тверде     | Давиденко Микола Володимирович | 6–0, 6–7(8–10), 4–6                    |
| Перемога  | 37–12 | Кві 2010 | Monte-Carlo Masters, Монако* (6)                  | Masters 1000  | Ґрунт      | Фернандо Вердаско              | 6–0, 6–1                               |
| Перемога  | 38–12 | Тра 2010 | Italian Open, Італія (5)                          | Masters 1000  | Ґрунт      | Давид Феррер                   | 7–5, 6–2                               |
| Перемога  | 39–12 | Тра 2010 | Madrid Open, Іспанія (2)                          | Masters 1000  | Ґрунт      | Роджер Федерер                 | 6–4, 7–6(7–5)                          |
| Перемога  | 40–12 | Чер 2010 | French Open, Франція* (5)                         | Grand Slam    | Ґрунт      | Робін Содерлінг                | 6–4, 6–2, 6–4                          |
| Перемога  | 41–12 | Лип 2010 | Wimbledon, Велика Британія (2)                    | Grand Slam    | Трава      | Томаш Бердих                   | 6–3, 7–5, 6–4                          |
| Перемога  | 42–12 | Вер 2010 | Відкритий чемпіонат США з тенісу, США             | Grand Slam    | Тверде     | Новак Джокович                 | 6–4, 5–7, 6–4, 6–2                     |
| Перемога  | 43–12 | Жов 2010 | Japan Open, Японія**                              | 500 Series    | Тверде     | Гаель Монфіс                   | 6–1, 7–5                               |
| Поразка   | 43–13 | Лис 2010 | Фінал ATP, Велика Британія                        | ATP finals    | Тверде (i) | Роджер Федерер                 | 3–6, 6–3, 1–6                          |
| Поразка   | 43–14 | Бер 2011 | Indian Wells Open, США                            | Masters 1000  | Тверде     | Новак Джокович                 | 6–4, 3–6, 2–6                          |
| Поразка   | 43–15 | Кві 2011 | Miami Open, США                                   | Masters 1000  | Тверде     | Новак Джокович                 | 6–4, 3–6, 6–7(4–7)                     |
| Перемога  | 44–15 | Кві 2011 | Monte-Carlo Masters, Монако (7)                   | Masters 1000  | Ґрунт      | Давид Феррер                   | 6–4, 7–5                               |
| Перемога  | 45–15 | Кві 2011 | Barcelona Open, Іспанія* (6)                      | 500 Series    | Ґрунт      | Давид Феррер                   | 6–2, 6–4                               |
| Поразка   | 45–16 | Тра 2011 | Madrid Open, Іспанія                              | Masters 1000  | Ґрунт      | Новак Джокович                 | 5–7, 4–6                               |
| Поразка   | 45–17 | Тра 2011 | Italian Open, Італія                              | Masters 1000  | Ґрунт      | Новак Джокович                 | 4–6, 4–6                               |
| Перемога  | 46–17 | Чер 2011 | French Open, Франція (6)                          | Grand Slam    | Ґрунт      | Роджер Федерер                 | 7–5, 7–6(7–3), 5–7, 6–1                |
| Поразка   | 46–18 | Лип 2011 | Wimbledon, Велика Британія                        | Grand Slam    | Трава      | Новак Джокович                 | 4–6, 1–6, 6–1, 3–6                     |
| Поразка   | 46–19 | Вер 2011 | US Open, США                                      | Grand Slam    | Тверде     | Новак Джокович                 | 2–6, 4–6, 7–6(7–3), 1–6                |
| Поразка   | 46–20 | Жов 2011 | Японія Open, Японія                               | 500 Series    | Тверде     | Енді Маррей                    | 6–3, 2–6, 0–6                          |
| Поразка   | 46–21 | Січ 2012 | Australian Open, Австралія                        | Grand Slam    | Тверде     | Новак Джокович                 | 7–5, 4–6, 2–6, 7–6(7–5), 5–7           |
| Перемога  | 47–21 | Кві 2012 | Monte-Carlo Masters, Монако* (8)                  | Masters 1000  | Ґрунт      | Новак Джокович                 | 6–3, 6–1                               |
| Перемога  | 48–21 | Кві 2012 | Barcelona Open, Іспанія* (7)                      | 500 Series    | Ґрунт      | Давид Феррер                   | 7–6(7–1), 7–5                          |
| Перемога  | 49–21 | Тра 2012 | Italian Open, Італія* (6)                         | Masters 1000  | Ґрунт      | Новак Джокович                 | 7–5, 6–3                               |
| Перемога  | 50–21 | Чер 2012 | French Open, Франція (7)                          | Grand Slam    | Ґрунт      | Новак Джокович                 | 6–4, 6–3, 2–6, 7–5                     |
| Поразка   | 50–22 | Лют 2013 | Chile Open, Чилі                                  | 250 Series    | Ґрунт      | Орасіо Себальйос               | 7–6(7–2), 6–7(6–8), 4–6                |
| Перемога  | 51–22 | Лют 2013 | Brasil Open, Бразилія (2)                         | 250 Series    | Ґрунт (i)  | Давід Налбандян                | 6–2, 6–3                               |
| Перемога  | 52–22 | Бер 2013 | Mexican Open, Мексика* (2)                        | 500 Series    | Ґрунт      | Давид Феррер                   | 6–0, 6–2                               |
| Перемога  | 53–22 | Бер 2013 | Indian Wells Open, США (3)                        | Masters 1000  | Тверде     | Хуан Мартін дель Потро         | 4–6, 6–3, 6–4                          |
| Поразка   | 53–23 | Кві 2013 | Monte-Carlo Masters, Монако                       | Masters 1000  | Ґрунт      | Новак Джокович                 | 2–6, 6–7(1–7)                          |
| Перемога  | 54–23 | Кві 2013 | Barcelona Open, Іспанія* (8)                      | 500 Series    | Ґрунт      | Ніколас Альмагро               | 6–4, 6–3                               |
| Перемога  | 55–23 | Тра 2013 | Madrid Open, Іспанія (3)                          | Masters 1000  | Ґрунт      | Stanislas Wawrinka             | 6–2, 6–4                               |
| Перемога  | 56–23 | Тра 2013 | Italian Open, Італія (7)                          | Masters 1000  | Ґрунт      | Роджер Федерер                 | 6–1, 6–3                               |
| Перемога  | 57–23 | Чер 2013 | French Open, Франція (8)                          | Grand Slam    | Ґрунт      | Давид Феррер                   | 6–3, 6–2, 6–3                          |
| Перемога  | 58–23 | Сер 2013 | Canadian Open, Канада (3)                         | Masters 1000  | Тверде     | Милош Раонич                   | 6–2, 6–2                               |
| Перемога  | 59–23 | Сер 2013 | Мастерс Цинциннаті, США                           | Masters 1000  | Тверде     | Джон Ізнер                     | 7–6(10–8), 7–6(7–3)                    |
| Перемога  | 60–23 | Вер 2013 | US Open, США (2)                                  | Grand Slam    | Тверде     | Новак Джокович                 | 6–2, 3–6, 6–4, 6–1                     |
| Поразка   | 60–24 | Жов 2013 | КНР Open, КНР                                     | 500 Series    | Тверде     | Новак Джокович                 | 3–6, 4–6                               |
| Поразка   | 60–25 | Лис 2013 | ATP World Tour Фінали, Велика Британія            | ATP finals    | Тверде (i) | Новак Джокович                 | 3–6, 4–6                               |
| Перемога  | 61–25 | Січ 2014 | Катар Open, Катар                                 | 250 Series    | Тверде     | Гаель Монфіс                   | 6–1, 6–7(5–7), 6–2                     |
| Поразка   | 61–26 | Січ 2014 | Australian Open, Австралія                        | Grand Slam    | Тверде     | Stanislas Wawrinka             | 3–6, 2–6, 6–3, 3–6                     |
| Перемога  | 62–26 | Лют 2014 | Rio Open, Бразилія**                              | 500 Series    | Ґрунт      | Олександр Долгополов           | 6–3, 7–6(7–3)                          |
| Поразка   | 62–27 | Кві 2014 | Miami Open, США                                   | Masters 1000  | Тверде     | Новак Джокович                 | 3–6, 3–6                               |
| Перемога  | 63–27 | Тра 2014 | Madrid Open, Іспанія (4)                          | Masters 1000  | Ґрунт      | Нісікорі Кей                   | 2–6, 6–4, 3–0 ret.                     |
| Поразка   | 63–28 | Тра 2014 | Italian Open, Італія                              | Masters 1000  | Ґрунт      | Новак Джокович                 | 6–4, 3–6, 3–6                          |
| Перемога  | 64–28 | Чер 2014 | French Open, Франція (9)                          | Grand Slam    | Ґрунт      | Новак Джокович                 | 3–6, 7–5, 6–2, 6–4                     |
| Перемога  | 65–28 | Бер 2015 | Argentina Open, Аргентина*                        | 250 Series    | Ґрунт      | Хуан Монако                    | 6–4, 6–1                               |
| Поразка   | 65–29 | Тра 2015 | Madrid Open, Іспанія                              | Masters 1000  | Ґрунт      | Енді Маррей                    | 3–6, 2–6                               |
| Перемога  | 66–29 | Чер 2015 | Stuttgart Open, Німеччина (3)                     | 250 Series    | Трава      | Віктор Троїцький               | 7–6(7–3), 6–3                          |
| Перемога  | 67–29 | Сер 2015 | German Open, Німеччина (2)                        | 500 Series    | Ґрунт      | Фабіо Фоніні                   | 7–5, 7–5                               |
| Поразка   | 67–30 | Жов 2015 | КНР Open, КНР                                     | 500 Series    | Тверде     | Новак Джокович                 | 2–6, 2–6                               |
| Поразка   | 67–31 | Лис 2015 | Swiss Indoors, Швейцарія                          | 500 Series    | Тверде (i) | Роджер Федерер                 | 3–6, 7–5, 3–6                          |
| Поразка   | 67–32 | Січ 2016 | Катар Open, Катар                                 | 250 Series    | Тверде     | Новак Джокович                 | 1–6, 2–6                               |
| Перемога  | 68–32 | Кві 2016 | Monte-Carlo Masters, Монако (9)                   | Masters 1000  | Ґрунт      | Гаель Монфіс                   | 7–5, 5–7, 6–0                          |
| Перемога  | 69–32 | Кві 2016 | Barcelona Open, Іспанія* (9)                      | 500 Series    | Ґрунт      | Нішікорі Кеі                   | 6–4, 7–5                               |
| Поразка   | 69–33 | Січ 2017 | Australian Open, Австралія                        | Grand Slam    | Тверде     | Роджер Федерер                 | 4–6, 6–3, 1–6, 6–3, 3–6                |
| Поразка   | 69–34 | Бер 2017 | Mexican Open, Мексика                             | 500 Series    | Тверде     | Сем Кверрі                     | 3–6, 6–7(3–7)                          |
| Поразка   | 69–35 | Кві 2017 | Miami Open, США                                   | Masters 1000  | Тверде     | Роджер Федерер                 | 3–6, 4–6                               |
| Перемога  | 70–35 | Кві 2017 | Monte-Carlo Masters, Монако (10)                  | Masters 1000  | Ґрунт      | Альберт Рамос Віньолас         | 6–1, 6–3                               |
| Перемога  | 71–35 | Кві 2017 | Barcelona Open, Іспанія* (10)                     | 500 Series    | Ґрунт      | Домінік Тім                    | 6–4, 6–1                               |
| Перемога  | 72–35 | Тра 2017 | Madrid Open, Іспанія (5)                          | Masters 1000  | Ґрунт      | Домінік Тім                    | 7–6(10–8), 6–4                         |
| Перемога  | 73–35 | Чер 2017 | French Open, Франція* (10)                        | Grand Slam    | Ґрунт      | Стен Вавринка                  | 6–2, 6–3, 6–1                          |
| Перемога  | 74–35 | Вер 2017 | US Open, США (3)                                  | Grand Slam    | Тверде     | Кевін Андерсон                 | 6–3, 6–3, 6–4                          |
| Перемога  | 75–35 | Жов 2017 | КНР Open, КНР** (2)                               | 500 Series    | Тверде     | Нік Киріос                     | 6–2, 6–1                               |
| Поразка   | 75–36 | Жов 2017 | Shanghai Masters, КНР                             | Masters 1000  | Тверде     | Роджер Федерер                 | 4–6, 3–6                               |
| Перемога  | 76–36 | Кві 2018 | Monte-Carlo Masters, Монако* (11)                 | Masters 1000  | Ґрунт      | Нішікорі Кеі                   | 6–3, 6–2                               |
| Перемога  | 77–36 | Кві 2018 | Barcelona Open, Іспанія* (11)                     | 500 Series    | Ґрунт      | Стефанос Ціціпас               | 6–2, 6–1                               |
| Перемога  | 78–36 | Тра 2018 | Italian Open, Італія (8)                          | Masters 1000  | Ґрунт      | Александр Зверєв               | 6–1, 1–6, 6–3                          |
| Перемога  | 79–36 | Чер 2018 | French Open, Франція (11)                         | Grand Slam    | Ґрунт      | Домінік Тім                    | 6–4, 6–3, 6–2                          |
| Перемога  | 80–36 | Сер 2018 | Canadian Open, Канада (4)                         | Masters 1000  | Тверде     | Стефанос Ціціпас               | 6–2, 7–6(7–4)                          |
| Поразка   | 80–37 | Січ 2019 | Australian Open, Австралія                        | Grand Slam    | Тверде     | Новак Джокович                 | 3–6, 2–6, 3–6                          |
| Перемога  | 81–37 | Тра 2019 | Italian Open, Італія (9)                          | Masters 1000  | Ґрунт      | Новак Джокович                 | 6–0, 4–6, 6–1                          |
| Перемога  | 82–37 | Чер 2019 | French Open, Франція (12)                         | Grand Slam    | Ґрунт      | Домінік Тім                    | 6–3, 5–7, 6–1, 6–1                     |
| Перемога  | 83–37 | Сер 2019 | Canadian Open, Канада (5)                         | Masters 1000  | Тверде     | Данило Медведєв                | 6–3, 6–0                               |
| Перемога  | 84–37 | Вер 2019 | US Open, США (4)                                  | Grand Slam    | Тверде     | Медведєв Данило Сергійович     | 7–5, 6–3, 5–7, 4–6, 6–4                |
| Перемога  | 85–37 | Лют 2020 | Mexican Open, Мексика* (3)                        | 500 Series    | Тверде     | Тейлор Фріц                    | 6–3, 6–2                               |
| Перемога  | 86–37 | Жов 2020 | French Open, Франція* (13)                        | Grand Slam    | Ґрунт      | Новак Джокович                 | 6–0, 6–2, 7–5                          |
| Перемога  | 87–37 | Кві 2021 | Barcelona Open, Іспанія** (12)                    | 500 Series    | Ґрунт      | Стефанос Ціціпас               | 6–4, 6–7(6–8), 7–5                     |
| Перемога  | 88–37 | Тра 2021 | Italian Open, Італія** (10)                       | Masters 1000  | Ґрунт      | Новак Джокович                 | 7–5, 1–6, 6–3                          |
| Перемога  | 89–37 | Січ 2022 | Melbourne Summer Set, Австралія*                  | 250 Series    | Тверде     | Максім Крессі                  | 7–6(8–6), 6–3                          |
| Перемога  | 90–37 | Січ 2022 | Australian Open, Австралія (2)                    | Grand Slam    | Тверде     | Медведєв Данило Сергійович     | 2–6, 6–7(5–7), 6–4, 6–4, 7–5           |
| Перемога  | 91–37 | Лют 2022 | Mexican Open, Мексика* (4)                        | 500 Series    | Тверде     | Кемерон Норрі                  | 6–4, 6–4                               |
| Поразка   | 91–38 | Бер 2022 | Indian Wells Open, США                            | Masters 1000  | Тверде     | Тейлор Фріц                    | 3–6, 6–7(5–7)                          |
| Перемога  | 92–38 | Чер 2022 | French Open, Франція (14)                         | Grand Slam    | Ґрунт      | Каспер Рууд                    | 6–3, 6–3, 6–0                          |
| Поразка   | 92–39 | Лип 2024 | Swedish Open, Швеція                              | 250 Series    | Ґрунт      | Нуно Боржеш                    | 3–6, 2–6                               |

### Парний розряд: 15 (11 титулів, 4 поразки)
| Легенда                |
| ---------------------- |
| Grand Slam (0–0)       |
| Олімпійські Ігри (1–0) |
| ATP Фінали (0–0)       |
| ATP Masters 1000 (3–0) |
| ATP 500 (1–2)          |
| ATP 250 (6–2)          |

| Фінали за покриттям |
| ------------------- |
| Тверде (9–1)        |
| Ґрунт (2–3)         |
| Трава (0–0)         |

| Фінали за умовами |
| ----------------- |
| Під небом (11–4)  |
| У залі (0–0)      |

(*) турніри без втрати сета.

(**) турніри, на яких Надаль з партнером здобули титул оборонивши принаймі один метч-бол.
| Результат | В-П  | Дата     | Турнір                                          | Tier          | Покриття | Партнер                 | Опоненти                            | Рахунок               |
| --------- | ---- | -------- | ----------------------------------------------- | ------------- | -------- | ----------------------- | ----------------------------------- | --------------------- |
| Перемога  | 1–0  | Лип 2003 | Відкритий чемпіонат Хорватії з тенісу, Хорватія | International | Ґрунт    | Алекс Лопес Морон       | Тодд Перрі Сімада Томас             | 6–1, 6–3              |
| Перемога  | 2–0  | Січ 2004 | Maharashtra Open, Індія                         | International | Тверде   | Томмі Робредо           | Джонатан Ерліх Енді Рам             | 7–6(7–3), 4–6, 6–3    |
| Перемога  | 3–0  | Січ 2005 | Qatar ExxonMobil Open, Катар                    | International | Тверде   | Альберт Коста           | Андрей Павел Михайло Южний          | 6–3, 4–6, 6–3         |
| Поразка   | 3–1  | Кві 2005 | Відкритий чемпіонат Барселони з тенісу, Іспанія | Intl. Gold    | Ґрунт    | Фелісіано Лопес         | Леандер Паес Ненад Зімоньїч         | 3–6, 3–6              |
| Поразка   | 3–2  | Січ 2007 | Maharashtra Open, Індія                         | International | Тверде   | Бартоломе Сальва Відаль | Ксав'є Малісс Дік Норман            | 6–7(4–7), 6–7(4–7)    |
| Поразка   | 3–3  | Кві 2007 | Barcelona Open, Іспанія                         | Intl. Gold    | Ґрунт    | Tomeu Salvà             | Андрей Павел Александер Васке       | 3–6, 6–7(1–7)         |
| Перемога  | 4–3  | Кві 2008 | Мастерс Монте-Карло, Франція                    | Masters       | Ґрунт    | Томмі Робредо           | Магеш Бгупаті Марк Ноулз (тенісист) | 6–3, 6–3              |
| Перемога  | 5–3  | Січ 2009 | Катар Open, Катар** (2)                         | 250 Series    | Тверде   | Марк Лопес Таррес       | Деніел Нестор Ненад Зімоньїч        | 4–6, 6–4, [10–8]      |
| Перемога  | 6–3  | Бер 2010 | Indian Wells Open, США                          | Masters 1000  | Тверде   | Марк Лопес Таррес       | Деніел Нестор Ненад Зімоньїч        | 7–6(10–8), 6–3        |
| Перемога  | 7–3  | Січ 2011 | Катар Open, Катар (3)                           | 250 Series    | Тверде   | Марк Лопес Таррес       | Даніеле Браччалі Андреас Сеппі      | 6–3, 7–6(7–4)         |
| Перемога  | 8–3  | Бер 2012 | Indian Wells Open, США* (2)                     | Masters 1000  | Тверде   | Марк Лопес Таррес       | Джон Ізнер Сем Кверрі               | 6–2, 7–6(7–3)         |
| Поразка   | 8–4  | Лют 2013 | Chile Open, Чилі                                | 250 Series    | Ґрунт    | Хуан Монако             | Паоло Лоренці Потіто Стараче        | 2–6, 4–6              |
| Перемога  | 9–4  | Січ 2015 | Катар Open, Катар (4)                           | 250 Series    | Тверде   | Хуан Монако             | Юліан Ноул Філіпп Освальд           | 6–3, 6–4              |
| Перемога  | 10–4 | Сер 2016 | Теніс на Олімпійських іграх, Бразилія           | Olympics      | Тверде   | Марк Лопес Таррес       | Флорін Мерджа Горія Текеу           | 6–2, 3–6, 6–4         |
| Перемога  | 11–4 | Жов 2016 | China Open, КНР                                 | 500 Series    | Тверде   | Пабло Карреньо Буста    | Джек Сок Бернард Томіч              | 6–7(6–8), 6–2, [10–8] |

## Вшанування
- 128036 Рафаельнадаль - астероїд, названий на честь тенісиста.

## Філантропія та соціальна активність
Гуманітарна допомога Україні під час вторгнення
25 серпня 2022 року разом з Ігою Святек і Коко Гауф він провів в США благодійний матч на користь гуманітарних заходів в Україні, на якому було зібрано понад 1,2 мільйона доларів.
У 2023 році разом з українською тенісисткою Мартою Костюк він брав участь у Tennis Plays for Peace of Ukraine в Австралії, зібравши 2 мільйони доларів.
Після початку вторгнення він здійснив збір продовольства та відправив в країну тонни провізії, особливо для дітей: «банки з консервами, банки з нутом, сочевицею, уже вареними бобами або смаженими помідорами, згущеним і сухим молоком, дитячим харчуванням, наприклад, дитячим харчуванням, упакованим у герметично закриті скляні банки. Діти є однією з груп, які найбільше страждають від цієї ситуації через їх особливий стан уразливості".